# Eilean Chathastail
Pour les articles homonymes, voir Eilean.
Eilean Chathastail (Castle Island en anglais)  est une île faisant partie du groupe des Small Isles qui appartiennent à l'archipel des Hébrides intérieures en Écosse. Eilean Chathastail est située dans la mer des Hébrides et fait partie du Council area des Highland.

## Histoire
Le phare de Eilean Chathastail a été construit en 1906 par les frères David A. et Charles Alexander Stevenson.

## Géographie
Eilean Chathastail fait partie du groupe d'îles appelées Small Isles.
Elle mesure un kilomètre de long et est situé à seulement cent mètres de Galmisdale, le port de l'île d'Eigg, et joue le rôle de digue naturelle pour ce port.

## Référence
- (en) Cet article est partiellement ou en totalité issu de l’article de Wikipédia en anglais intitulé « Eilean Chathastail » (voir la liste des auteurs).